# Baronnie de Vostitza
La baronnie de Vostitza est une seigneurie franque créée vers 1209 dans le Péloponnèse, au sein de la principauté d'Achaïe. Elle subsiste jusqu'en 1428.

## Histoire
La baronnie apparaît dans le contexte de la Quatrième Croisade. Celle-ci a conduit au démantèlement de l'Empire byzantin, divisé en États grecs et en principautés latines, notamment en Grèce et dans le Péloponnèse. Dans ce territoire, la principauté d'Achaïe se constitue autour de douze baronnies. En ce qui concerne la région de Vostitza, elle est confiée à Hugues Ier de Charpigny. L'origine de cette famille est obscure. La Chronique de Morée utilise le patronyme De Lele, peut-être une déformation de De Lille, affirmant que leur nom change ensuite en de Charpigny. Toutefois, la version aragone de cette chronique parle d'un premier baron du nom de Guy, père de Hugues, dont le nom est Cherpini, d'après le village grec où il est né et qui pourrait être celui de Kerpiní. Quant à Lello, il s'agirait du nom d'une forteresse de Laconie. Enfin, il faut préciser que le toponyme Charpigny n'existe pas en France. 
Si les Francs dominent le Péloponnèse, aussi appelé Morée, les Byzantins ne tardent pas à s'y réimplanter au travers du despotat de Morée, dès les années 1260. Peu à peu, ils vont reprendre en main la plupart de la péninsule et, vers 1320, seules subsistent les baronnies de Vostitza, Chalandritsa et Patras. Les Charpigny demeurent les suzerains de la baronnie jusqu'à l'extinction de la lignée mâle vers 1316. Le prince d'Achaïe, Louis de Bourgogne, marie alors l'héritière de la famille à Dreux de Charny. Jusqu'en 1356, peu de choses sont connues de la baronnie. 
En 1359, les droits de la baronnie sont achetés par Marie de Bourbon, puis vendus dès 1363 à Nerio Ier Acciaiuoli. Vers 1380, le territoire est occupé par la compagnie de Navarre, puis tombe aux mains de Pierre de Saint-Supéran en 1391, qui devient prince d'Achaïe en 1395. Vostitza est alors une composante du domaine princier et les droits passent à la famille des Zaccaria, nouveaux princes d'Achaïe jusqu'en 1428. A cette date, les Byzantins reprennent le territoire, qui appartient dès lors au despotat de Morée, sous l'autorité de plusieurs frères de la famille des Paléologue.

## Listes des barons connus
- Hugues Ier de Charpigny : vers 1209 - milieu du XIIIe siècle ;
- Guy de Charpigny : milieu du XIIIe siècle - 1295 ;
- Hugues II de Charpigny : 1295 - après 1304/avant 1316 ;
- Une fille de Hugues II, mariée à Dreux de Charny : 1316 - ? :
- Guillemette de Charny et son mari, Philippe de Jonvelle : avant 1344 - 1359 ;
- Marie de Bourbon : 1359 - 1363 ;
- Nerio Ier Acciaiuoli : 1363 - ? ;
- Pierre de Saint-Supéran : avant 1391 - 1402 ;
- Marie II Zaccaria (en) : 1402 - 1404 ;
- Centurione II Zaccaria : 1404 - 1428.